# Jørgen Johansson
Jørgen Johansson (født 21. maj 1960 i Silkeborg) er en dansk filmfotograf og Kunstner.
Jørgen Johansson blev uddannet som reklamefotograf i Århus i årene 1983-1987 og efterfølgende som filmfotograf på Den Danske Filmskole i tidsrummet 1989-93. Han har udgivet tre kunstbøger og deltaget i adskillige udstillinger både i Danmark og internationalt. Jørgen Johansson er medlem af Dansk Filmfotograf Forbund (DFF).
Han er flere gange blevet hædret for sit arbejde. Jørgen Johansson har bl.a. modtaget både en Robert- og en Bodilpris for sit arbejde på f.eks. Flammen & Citronen, og Frygtelig lykkelig

## Filmografi og udgivelser

### TV
- DNA, af Henrik Genz, 2019
- Tsunami, af Henrik Georgsson, 2019
- Wisting, af Trygve Allister Diesen, 2018
- Monster, af Anne Sewitski, 2017
- Norskov, af Birgitte Stærmose, 2015
- Bankerot, af Henrik Genz, 2014
- Arvingerne, af Jesper Christensen, 2012
- Jo, af Charlotte Sieling, 2012
- Borgen, af Charlotte Sieling, 2012
- Broen, af Charlotte Sieling, 2010
- Livvagterne, af Søren Kragh-Jacobsen, 2008
- Forbrydelsen, af Charlotte Sieling, 2006
- Better Times, af Charlotte Sieling, 2002
- Unit one, af Charlotte Sieling, 2002
- The Spider, af Ole Christian Madsen. 1999

### Spillefilm
- Erna at War, af Henrik Genz, 2019 af Katarina Launing
- The Vanishing, af Kristoffer Nyholm, 2018
- Gud taler ud, af Henrik Genz, 2017
- Tordenskjold & Kold, af Henrik Genz, 2016
- Steppeulven, af Ole Christian Madsen, 2014
- Good People, af Henrik Genz, 2014
- Superclasico, af Ole Christian Madsen, 2010
- Over gaden under vandet, af Charlotte Sieling, 2008
- Frygtelig lykkelig, af Henrik Genz, 2007
- Flammen & Citronen, af Ole Chr. Madsen, 2007
- Dommeren, af Gert Fredholm, 2004
- Nordkraft, af Ole Chr. Madsen, 2004
- Wilbur Begår Selvmord, af Lone Scherfig, 2002
- En kærlighedshistorie, af Ole Christian Madsen, 2001
- Italiensk for begyndere, af Lone Scherfig, 2000
- Bænken, af Per Fly, 1999
- Bye Bye Bluebird, af Katrin Ottarsdottir, 1998
- Skat, det er din tur, af Mette Knudsen, 1996
- Krystalbarnet, af Peter Thorsbo, 1995
- Voodoo Europa, af Kvium og Lemmerz, 1994
- Two on a couch, af Amir Rezazadeh, 1994

### Bøger
- Aquatiques, 2017
- Lost And Found, 2009
- Tuesday, January 17, 1995. 2:30 PM. 42nd Street,1998

### Priser og hæder
- 2009 Bodil-pris for Flammen & Citronen[3]
- 2009 Bodil-pris for Frygtelig lykkelig
- 2009 Statens Kunstfond for Frygtelig lykkelig
- 2009 Robert for Frygtelig lykkelig [4]
- 2007 Bodil-pris for Prag [5]
- 2004 Årets fotograf for Krønikken - tvfestival.dk [6]